# Catcher Technology
Catcher Technology Corporation er en taiwansk producent af casing til elektronik med hovedkvarter i Tainan. Virksomheden blev etableret 23. november 1984. De fokuserer på casing til bærbare computere, mobiltelefoner, kameraer, tablets og anden elektronik. Skallerne kan være i aluminium, zink, rustfrit stål eller plastik.
Catcher's omsætning kan fordeles på casing til mobiltelefoner 50 %, PC/notebook 20 %-30 %, tablets og andet 10 %-20 %.